# 大橋浩司
大橋浩司（日语：／ Ōhashi Hiroshi，1959年10月27日—），日本足球運動員，日本國家女子足球隊教练（2004年-2007年）。

## 教练生涯
大橋浩司经率领日本國家女子足球隊参加2007年國際足協女子世界盃。